# Pipistrel Taurus
Der Pipistrel Taurus ist ein doppelsitziges, eigenstartfähiges Ultraleicht-Segelflugzeug des slowenischen Herstellers Pipistrel.

## Geschichte
Mit der Entwicklung des Sinus gegen Ende der 1990er Jahre hatte sich Pipistrel zum Ziel gesetzt, einen Ultraleicht-Motorsegler zu konstruieren, der Segelflieger ansprechen sollte. Die Gleitzahl von 27 übertrifft die von Motorseglern wie der SF 25, liegt allerdings unter der moderner Segelflugzeuge.
Daraufhin wurde im Jahre 2001 mit der Entwicklung des Taurus begonnen. Dieser sollte deutlich stärker an ein klassisches Segelflugzeug mit Hilfsmotor angelehnt sein und eine Gleitzahl von mindestens 40 erreichen, um als vollwertiges Segelflugzeug genutzt werden zu können. Am 15. Mai 2004 folgte der Erstflug des Basismodells Taurus 503, der 2006 in die Serienproduktion ging. Im gleichen Jahr fand auch der Erstflug der reinen Segelflugversion Taurus PureGlider statt.
Ebenfalls im Jahre 2006 begann die Entwicklung des Taurus ELECTRO, eine Version mit Elektromotor, die am 21. Dezember 2007 zu ihrem Erstflug startete. Im Rahmen der slowenischen Industriedesign-Biennale bienale industrijskega oblikovanja 2010 („BIO 22“) wurde der Taurus ELECTRO „wegen seiner überlegenen Schönheit und fortschrittlichen Technologie“ mit einer Goldmedaille ausgezeichnet.
Seit 2010 existiert mit dem Taurus LSA eine auf die US-amerikanischen Zulassungsbestimmungen für LSA zugeschnittene Version des Taurus 503, bei der unter anderem das Höchstabfluggewicht auf 550 kg angehoben wurde.

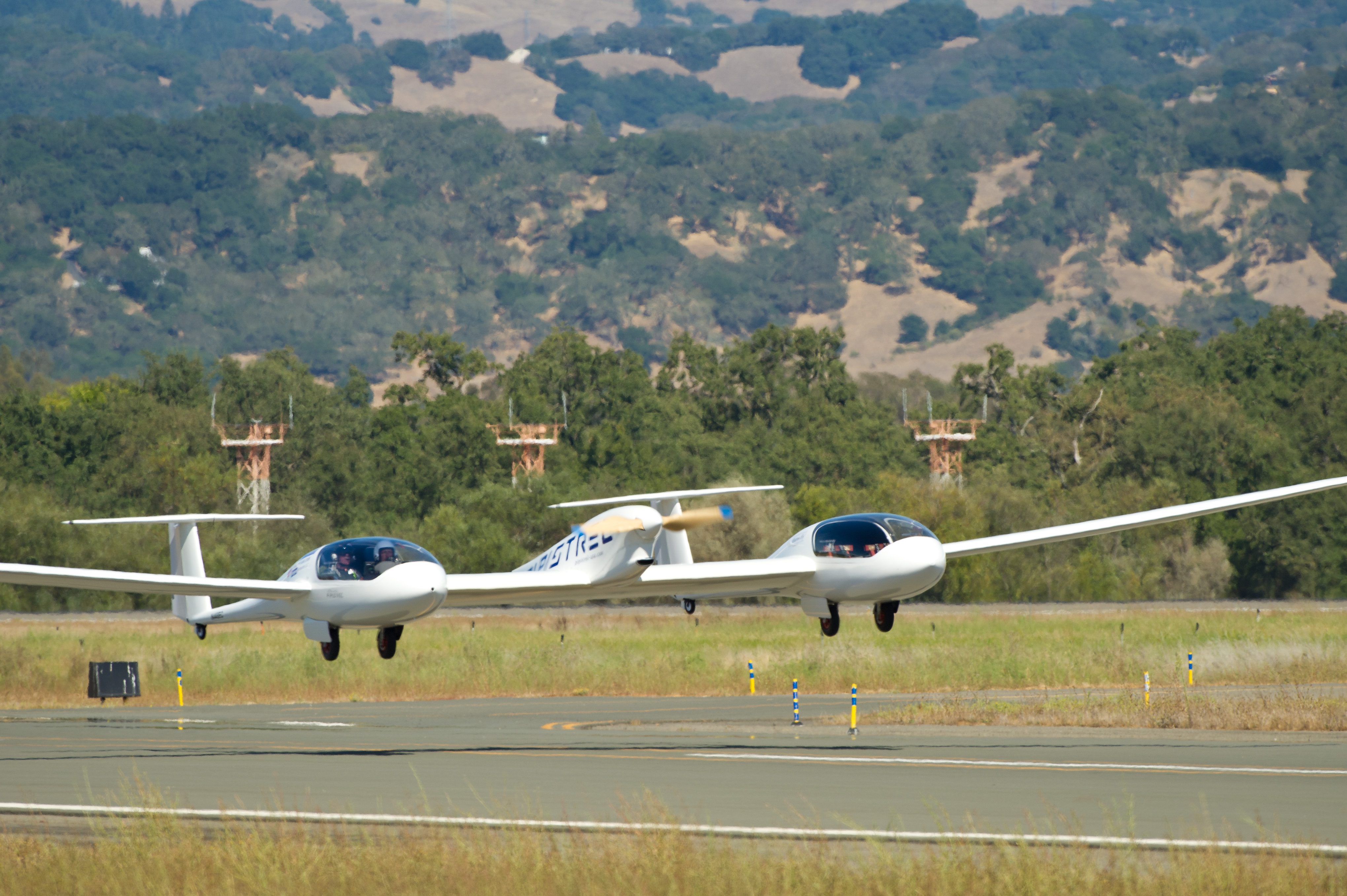
Taurus G4 bei der Green Flight Challenge

Anfang 2011 begann die Serienproduktion des Taurus Electro G2. Der Zusatz „G2“ steht dabei für „2. Generation“ und soll Verbesserungen gegenüber dem Prototyp betonen. Unter dem Motto Flying for free („Kostenloses Fliegen“) will Pipistrel künftig einen Transportanhänger anbieten, der mittels Solarzellen auf dem Dach die Akkus des Taurus innerhalb von fünf Stunden aufladen kann.
2011 wurde auf der Basis von zwei G2-Rümpfen das Doppelrumpf-Versuchsflugzeug Taurus G4 konstruiert.

## Konstruktion

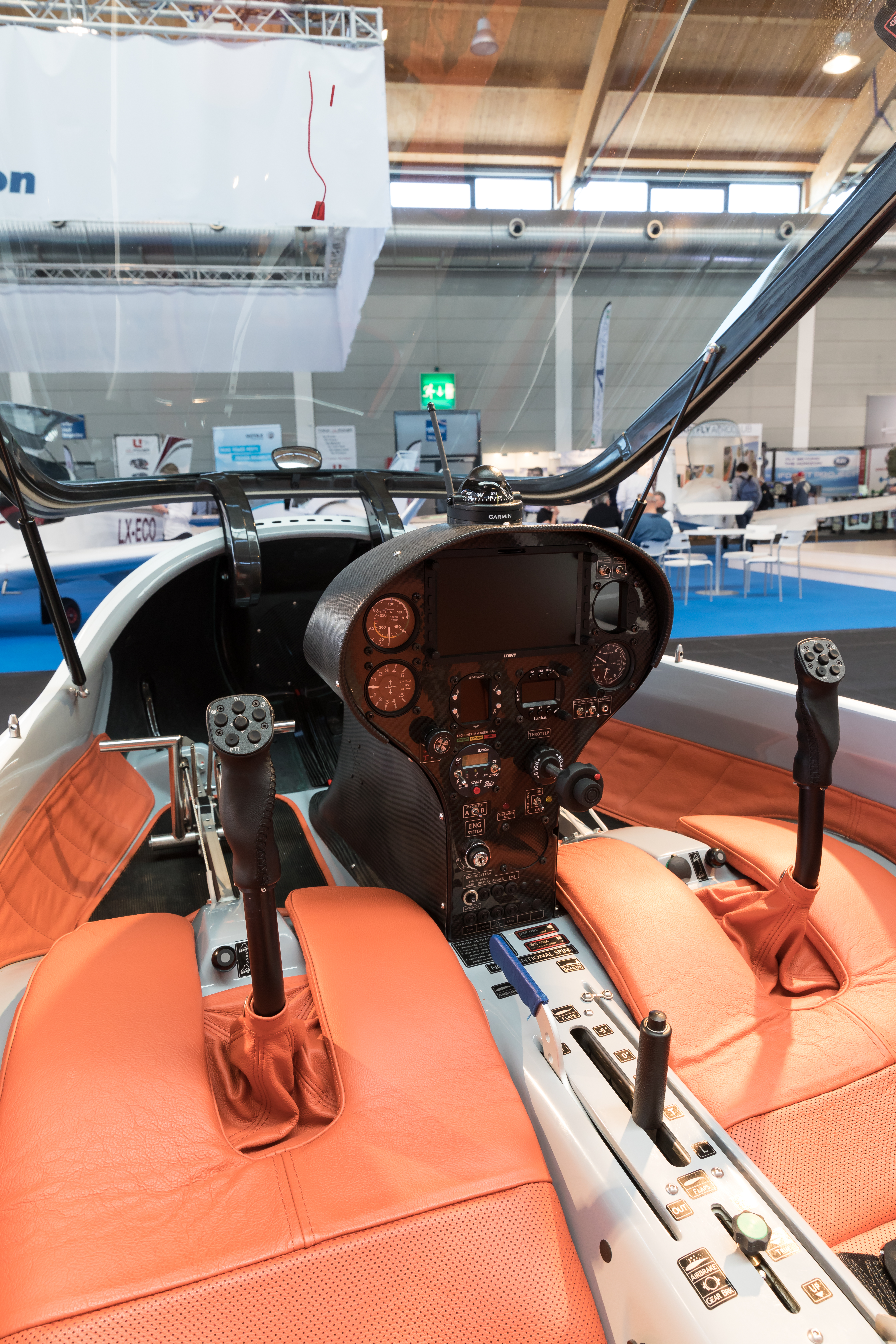
Cockpit des Taurus

Der Taurus ist in Kunststoffbauweise konstruiert. Die Platzierung der beiden Pilotensitze nebeneinander wie bei der Stemme S10 ist für ein Segelflugzeug recht ungewöhnlich. Durch diese Konstruktion ist im Gegensatz zu herkömmlichen Doppelsitzern mit hintereinander angeordneten Sitzen nur ein Satz an Instrumenten nötig, der zwischen den Beinen der beiden Piloten platziert ist. Ebenfalls ungewöhnlich ist das einziehbare Hauptfahrwerk, das durch die zwei nebeneinander liegenden Räder im Vergleich mit anderen eigenstartfähigen Segelflugzeugen verbesserte Rolleigenschaften bieten soll.
Die Tragflächen mit einer Spannweite von 14,97 m entsprechen denen des Sinus. Die Querruder erstrecken sich fast über die gesamte Breite der Flächen und sind als fünfstufige Flaperons konstruiert, dienen also gleichzeitig als Wölbklappen.
Die Standardversion Taurus 503 ist mit einem Rotax 503 UL DCDI 2V mit zwei Vergasern und einer Leistung von 37 kW ausgerüstet. Die Version Taurus ELECTRO hat einen Elektromotor mit 30 kW, die Version G2 wurde mit einem 40-kW-Elektromotor ausgerüstet. Damit erreicht die Taurus sogar geringfügig bessere Steigleistungen (max. 3,1 m/s) als die Rotax-Version (max. 2,9 m/s), eine Akkuladung erlaubt einen Höhengewinn von ca. 2000 m.

## Versionen
Der Taurus wurde in folgenden Versionen entwickelt:
- Taurus 503, mit Rotax 503-Verbrennungsmotor
  - Taurus LSA, Version mit US-amerikanischer LSA-Zulassung
- Taurus Electro, mit Elektromotor
  - Taurus Electro G2, überarbeitete Serienversion
- Taurus PureGlider, unmotorisiert

## Technische Daten
| Kenngröße                                 | Taurus 503                         | Taurus ELECTRO         |
| ----------------------------------------- | ---------------------------------- | ---------------------- |
| Sitze                                     | 2                                  | 2                      |
| Länge                                     | 7,30 m                             | 7,30 m                 |
| Spannweite                                | 14,97 m                            | 14,97 m                |
| Höhe (Motor ausgefahren)                  | 2,7 m                              |                        |
| Flügelfläche                              | 12,26 m²                           | 12,26 m²               |
| Gleitzahl (Motor ausgefahren)             | 25 bei 108 km/h                    | 25 bei 108 km/h        |
| Gleitzahl (Motor eingefahren)             | 41 bei 108 km/h                    | 41 bei 108 km/h        |
| Geringstes Sinken (Motor ausgefahren)     | 1,52 m/s bei 94 km/h               | 1,52 m/s bei 94 km/h   |
| Geringstes Sinken (Motor eingefahren)     | 0,70 m/s bei 94 km/h               | 0,70 m/s bei 94 km/h   |
| Leermasse (incl. Rettungssystem)          | 297 kg                             | 320 kg mit Batterie    |
| Startmasse                                | 472,5 kg                           | 472,5 kg               |
| Höchstgeschwindigkeit (Motor ausgefahren) | 163 km/h                           | 163 km/h               |
| Höchstgeschwindigkeit (Motor eingefahren) | 225 km/h                           | 225 km/h               |
| Dienstgipfelhöhe                          | 3900 m                             | 3900 m                 |
| Triebwerke                                | ein Rotax 503 UL DCDI 2V mit 37 kW | Elektromotor mit 30 kW |